# Лорън Дейвис
Лорън Дейвис (родена на 9 октомври 1993 г.) е професионална американска тенисистка.

## Лични данни
Родителите ѝ работят в медицината – баща ѝ Бил е кардиолог, а майка ѝ Трейси работи като медицинска сестра. Има по-голям брат, на име Били, който е студент. Домашният ѝ любимец е френски пудел и се казва Пиер. Тя започва да играе тенис, когато е на 9 години. Любимата ѝ настилка е твърдата; бекхенд е любимият ѝ удар. Обича да излиза с приятели, да чете, да гледа филми и шопинга. Любимият ѝ град е Париж. Сони Ериксон Оупън е любимият ѝ турнир. Почитателка е на Рафаел Надал.

## Кариера

### 2009–2010
През 2009 г. Дейвис играе предимно на турнири от веригата на ITF в САЩ.
През 2010 г. Дейвис участва в квалификациите на Сони Ериксон Оупън 2010, след като ѝ е даден уайлд кард (WC). Отпада още в първия си мач. Следват турнири от тура на ITF, в 1 от които тя стига финал, а други 2 печели. Дейвис триумфира и на Ориндж Боул за девойки.

### 2011
Дейвис получава уайлд кард (WC) за Аустрелиън Оупън 2011, където тя прави своя дебют в турнир от Големия шлем. Изправя се срещу петата поставена Саманта Стосър в първи кръг, на която отстъпва с 1–6, 1–6. Участва също на Бе Ен Пе Париба Оупън 2011 и US Open 2011 отново с уайлд кард – и в двата турнира губи в първия си мач. В тура на ITF печели 2 титли на сингъл.

### 2012
На Бе Ен Пе Париба Оупън 2012 Дейвис отстранява Петра Мартич в първи кръг, но после отстъпва на Надя Петрова. Дейвис губи в първия си двубой на Сони Ериксон Оупън 2012 от Вера Душевина.
Дейвис преодолява квалификациите на Ролан Гарос 2012 и влиза в основната схема, където записва първата си победа в основна схема на турнир от Големия шлем. Това става в мача ѝ от първи кръг срещу поставената под No.30 германка Мона Бартел. В следващата фаза е спряна от сънародничката си Кристина Макхейл.
През септември Дейвис стига до четвъртфиналите на Бел Чалъндж 2012, след като преминава квалификациите преди това. В мачовете си от основната схема тя побеждава Стефани Дюбоа и втората поставена Янина Викмайер, но след това отстъпва на Луцие Храдецка с 4–6, 2–6.
Печели 2 ITF титли на сингъл и стига още 2 финала. На 1 октомври дебютира в първата стотица на света, изкачвайки се до No.91 в ранглистата за жени.

### 2013
В началото на годината Дейвис стига до четвъртфиналната фаза на Муриля Хобарт Интернешънъл 2013, където е спряна от Слоун Стивънс в три сета. На Аустрелиън Оупън 2013 тя отпада още в първи кръг.
В началото на февруари печели турнир от веригата на ITF с награден фонд $100 000.
През април Дейвис отново играе на четвъртфинал, този път в турнира Монтерей Оупън 2013. Отстранена е от евентуалната шампионка Анастасия Павлюченкова.
На Ролан Гарос 2013 и Уимбълдън 2013 тя губи в първи кръг — от Кристина Младенович и Луцие Шафаржова съответно. В последния турнир от Големия шлем за годината, US Open 2013, Дейвис на успява да спечели нито един гейм в мача си от първи кръг срещу Карла Суарес Наваро, 0–6, 0–6. През септември тя участва в канадския турнир Бел Чалъндж 2013 и стига до четвъртфиналите; там е спряна от евентуалната шампионка Луцие Шафаржова.